# سپتیموس هیپ
سپتیموس هیپ (به انگلیسی: Septimus Heap) شخصیت اصلی مجموعه کتاب‌های هفت‌گانه‌ای به همین نام، خلق شده توسط انجی سیج نویسنده بریتانیایی متولد لندن می‌باشد. 
خانم انجی سیج تاکنون هفت جلد از این مجموعه را منتشر کرده‌اند. هفت جلد آن در ایران توسط مهرداد مهدویان ترجمه و در انتشارات افق به چاپ رسیده‌است. هرکدام از کتاب‌های این مجموعه در عین پیوستگی اثری مستقل به‌شمار می‌آیند.
ادامه این مجموعه در قالب سری جدیدی با نام راه یاب (path finder) منتشر شد.

## انجی سیج
انجی سیج به گفته خودش در دره تیمز لندن به دنیا آمده و در کنت بزرگ شده‌است. پدرش در یک انتشاراتی کار می‌کرد؛ همین امر و علاقه ی زیاد به نوشته‌های ادیت نسبیت و الیزابت گوگ باعث علاقه وی به نویسندگی برای کودکان و نوجوانان شده‌است.
انجی سیج دو دختر به نام‌های لاری و لوئیس دارد که اکنون بزرگ شده‌اند اما هنوز ایده‌های بسیاری برای او ایجاد می‌کند.
انجی می‌گوید: من عاشق کورندال هستم. کورندال جایی جادویی است که حس می‌کنم هر اتفاقی در آن ممکن است بیفتد.

## افصون
افصون نام اولین کتاب از سری سپتیموس هیپ و همچنین مدخل ورود ما به سرزمین جادویی و اسرارآمیز خلق شده در آن است.
سپتیموس‌هیپ پسر هفتم هفتمین پسر، در شب تولدش ناپدید می‌شود و قابله‌اش اعلام می‌کند که مرده‌است. همان شب سیلاس، پدر او، در برف‌ها به نوزاد دیگری برمی‌خورد که سر راه گذاشته شده‌است. دختری با چشم‌های بنفش. سیلاس دختر را مثل بچهٔ خودش بزرگ می‌کند. اما این دختر اسرارآمیز کیست و چه بر سر پسر سیلاس یعنی سپتیموس آمده‌است؟

## پرواذ
دومین کتاب از سری سپتیموس هیپ
دست نگه‌دار! می‌خواهی همهٔ ما را به کشتن بدهی؟
اسکلتی از یک جادوگر سطح آب را می‌شکافد و بلم‌ران با این که از ترس می‌لرزد، اجازه می‌دهد اسکلت، سوار قایق شود. بلم‌ران قول می‌دهد تلاش کند تا اسکلت به زندگی برگردد و اسکلت هم قول می‌دهد او را به کارآموزی‌اش بپذیرد.
اما این بلم‌ران مرموز کیست و چرا خواهر خوانده‌اش جینا را دزدیده‌اند؟

## فیظیک
سومین کتاب از سری سپتیموس هیپ
مواظب‌باش جینا 
نگذار آن دست‌های پیر و چروکیده، تو را هم توی آینه بِکشند! 
سیلاس هیپ مهر و موم اتاقی فراموش شده در قصر را باز می‌کند و بعد از پانصد سال روح ملکه ادلدردا از زندان آزاد می‌شود. 
اکنون ملکه ادلدردا برای اجرای نقشه ی شیطانی‌اش و ناپدید کردن سپتیموس، باید از نفوذ جینا بر برادرش سپتیموس و دانش و استعداد کیمیاگر معروف مارسل لوس کمک بگیرد.

## جسط و جو
چهارمین کتاب از سری سپتیموس هیپ
قلعه بوی دردسر می‌دهد…
ترتیوس فوم، روح اولین رئیس کاتب‌ها، می‌خواهد سپتیموس را به جستجویی کشنده بفرستد. پس جینا و سپتیموس باید منتظر دردسرهای بیش‌تری باشند. اما سپتیموس نقشهٔ دیگری در سر دارد. او به طرف خانهٔ اسرارآمیز فارکس می‌رود، جایی ک در آن تمام زمان‌ها به هم می‌رسند، شاید بتواند نکو و اسناری را که قبلاً در فیزیک زندانی شده‌اند، پیدا کند ولی سپتیموس چگونه می‌تواند از این جستجو جان سالم به در ببرد؟

## سایرن خبیس
پنجمین کتاب از سری سپتیموس هیپ
سپتیموس در یکی از هفت جزیره‌ی سحرآمیز گیر می‌افتد و به اتفاق اژدهایش، آتش آب‌دار، جینا و بیتل دنبال راه فرار می‌گردد.
اما جزیره عجایبی دارد که یکی پس از دیگری آشکار می‌شوند: روح دختری به نام سیرا که توسط شبحی پلید به نام سایرن تسخیر شده و موجودی عجیب که برای سپتیموس آواز می‌خواند. آیا سپتیموس می‌تواند از دست این آواز که مدام صدایش می‌زند، خلاص شود؟
از نکات جالب این جلد در رابطه با عنوان آن است، نویسنده داستان تنها لفظ «سایرن» را با غلط املایی (به مانند سایر تیتر های این مجموعه) برگزیده بود. اما از آنجایی که واژه سایرن در فارسی ترجمه ای ندارد و در نتیجه غلط املایی نیز برای آن مفهومی پیدا نمیکند، مترجم این مجموعه لفظ خبیس ( با غلط املایی) را به عنوان کتاب اضافه کرد

## صیاهی
ششمین کتاب از سری سپتیموس هیپ
جشن تولد را فراموش کنید، سایه‌ی پلید آمده! صیاهی هیجان‌انگیزترین داستان مجموعه‌ی سپتیموس هیپ است. شخصیت‌های جدیدی در این کتاب ظاهر می‌شوند که توطئه‌ای پیچیده را پیچیده‌تر می‌کنند.

## عاتش
هفتمین کتاب از سری سپتیموس هیپ
سپتیموس هنوز درگیر جنگ در سرزمین تاریکی است و فقط با دوباره روشن کردن آتش قدیمی می‌تواند دشمنان پلیدش را نابود کند. حالا سپتیموس باید بر ترسش غلبه کند و یک بار برای همیشه با دورغ و سیاهی از نزدیک روبه‌رو شود... 

## فهرست شخصیت‌های داستان‌های سپتیموس‌هیپ

### هیپ‌ها
افراد خانواده هیپ، شخصیت‌های اصلی این داستان‌ها هستند. با این‌که داستان همیشه دور و بر سیپتیموس و خواهرش جینا می‌چرخد، ولی تک‌تک افراد خانواده در این ماجراها سهمی دارند.

#### سیلاس هیپ
سیلاس، پدر خانواده‌است. جادوگری معمولی با چشم‌های سبز جادوگری و مویی فرفری که شنل آبی مرسوم جادوگرهای معمولی را می‌پوشد. سیلاس ابتدا کارآموز جادوگر سابق ویژه، آلتر میلا بود ولی دست از این کار کشید و جایش را به مارسیا اوراسترند داد. او عاشق خانواده‌اش است و میانه‌اش با هرکسی جز مارسیا اوراسترند خوب است. علاقهٔ زیادی به بازی کانترفیت دارد و این بازی را با دروازه‌بان گرینگ انجام می‌دهد؛ و چنان در بازی غرق می‌شود که دردسرهای بزرگ‌تری را در خانواده‌اش وجود می‌آورد، مثل آزاد کردن اشتباهی روح ملکه ادلدردا در داستان فیزیک.

#### سارا هیپ
سارا، مادر خانواده‌است. او هم چشم‌های سبز جادوگری و موهای فرفری خانوادهٔ هیپ‌ها را دارد. با زن فیزیکی، گلن درس خوانده و چیزهایی دربارهٔ علف‌های جادویی و گیاهان مختلف می‌داند. روزی سیلاس در جنگل گم می‌شود و او را ملاقات می‌کند. سارا زنی دوست‌داشتنی، مهربان و تا حدودی فراموشکار است و نگرانی‌هایش گاهی دربارهٔ چیزهایی غیر ازخوشبختی نزدیکانش است. سارا فیزیک خوانده و می‌تواند بعضی وقت‌ها جادو کند؛ معمولاً جادوی سفید. او هم مثل سیلاس میانه‌اش با همه خوب است جز مارسیا. منتقدین ادبیات از تصویری که سیج از سیلاس و سارا خلق کرده تعجب می‌کنند، چون آن‌ها کوچک‌ترین نگرانی‌ای دربارهٔ خوشبختی بچه‌های‌شان از خود نشان نمی‌دهند. آن‌ها می‌گویند شخصیت‌های داستان گاهی محبت لازم را در وجودشان ندارند و این مسئله واقعاً در بسیاری از اتفاق‌ها به چشم می‌خورد. مثلاً وقتی جینا دزیده می‌شود و خانواده‌اش مطمئنند که سایمون او را ندزدیده، یا وقتی سیپتیموس در زمان به عقب برمی‌گردد. او هر وقت به قصر می‌آید احساس مالکیت می‌کند تا حدی که گاهی جینا واقعاً از دست او خشمگین می‌شود.

#### سایمون هیپ
سایمون بزرگ‌ترین پسر سیلاس هیپ است و دوست دارد کارآموز مارسیا شود ولی سیپتیموس جایش را گرفته‌است. او در کتاب پرواز به خانواده‌اش خیانت می‌کند و به ساحر شیطانی یعنی دام دانیال نزدیک می‌شود؛ و با روح او معامله‌ای می‌کند: اگر دام دانیال او را به‌عنوان کارآموز بعدی قبول کند، سایمون هم کمک می‌کند تا او دوباره زنده شود. پس جینا را می‌دزدد و سعی می‌کند با یک جابه‌جایی مارسیا را بکشد، ولی سیپتیموس و بقیه شکستش می‌دهند. سایمون به لوسی گرینگ، دختردروازه‌بان علاقه‌مند می‌شود و با هم در رصدخانه دام دانیال در زمین‌های بد زندگی می‌کنند. با توجه به نقد ادبی داستان‌های علمی تخیلی، سایمون شبیه آدم بدی است که در نکشتن دشمن‌هایش در جا اشتباه می‌کند. این نقد، خیانت او را با خیانت پرسی ویزلی در سری داستان‌های هری‌پاتر مقایسه می‌کند. اگر چه او بعداً در کتاب پنجم و ششم سعی در جبران اشتباهاتش می‌کند. سایمون همانند خانواده اش چشم‌های سبز جادوگری و موی فرفری هیپ‌ها را دارد. در کتاب‌ها هم از او به عنوان مردی بسیار بلند قد یاد شده. او که پس از پشیمانی کمک‌های بسیار زیاد و کارامدی به سیپتیموس، مارسیا و مارسل لوس می‌کند و اطلاعات زیادی دربارهٔ سیاهی به آن‌ها می‌دهد، در شکست دادن مرین مریدیت نقش بزرگی داشت و در کتاب عاتش به عنوان کارآموز مارل لوس انتخاب می‌شود
(او در کتاب هفتم با لوسی گرینگ ازدواج می‌کند و در سری کتاب‌های آلیس تاد هانتر مون که هفت سال بعد از آخرین کتاب سیپتیموس اتفاق می‌افتد مشخص می‌شود که پسری به اسم ویلیام دارد)

#### سام، اریک، اد، جوجو هیپ
سام، اریک، اد، جوجو به ترتیب دومین، سومین و چهارمین و پنجمین پسرهای خانوادهٔ هیپ هستند. بعد از این‌که سارا برای حفظ جان پسرهایش به خانه درختی گلن می‌رود، آن‌ها تصمیم می‌گیرند برای همیشه با جادوگرهای وندرونی، در جنگل زندگی کنند. سام عاشق ماهیگیری است و قبلاً هم با سیلاس به ماهیگیری می‌رفته. او کسی است که راه خانه فارکس را به سیپتیموس و دیگران نشان می‌دهد. جوجو به ماریسا، جادوگر وندرونی علاقه‌مند شده و اد و اریک هم دوقلو هستند. به گفته منتقدین وجود این برادرها عملاً هیچ کمکی به پیشبرد داستان نمی‌کند و فقط روند آن را به تأخیر می‌اندازد.
(خانم انجی سیج در مصاحبه‌ای تأیید کرده که سام هیپ همجنسگرا است. او با پسر گرگی یا ۴۰۹ نامزد هستند)
(اد و اریک در کتاب هفتم به جادوگرهای معمولی قابل احترام تبدیل می‌شوند)
(جوجو هیپ در کتاب هفتم در مغازه گوتیک گروتو به همراه دوست دختر سابقش ماریسا و برادران پسرگرگی به کاسبی مشغول می‌شود)

#### نکو هیپ
نکو ششمین پسر خانواده‌است. شخصیتی متعادل، چشم‌های ویژهٔ سبز و موی پر کاهی هیپ‌ها را دارد، با خلق و خویی شاد و یاری‌رسان به‌عنوان پسر یک جادوگر، جادو را یادگرفته ولی علاقهٔ زیادی به آن ندارد، بلکه بیش‌تر به قایق‌ها و بادبان‌های‌شان علاقه‌مند است، علاقه‌ای که او را به اسناری نزدیک می‌کند. نکو کارآموز ژانت مارتین، صاحب حیاط قایقی در قلعه‌است و برادرش سیپتیموس و خواهر ناتنی‌اش جینا را خیلی دوست دارد و برای کمک به آن‌ها از هیچ کاری دریغ نمی‌کند. نکو و اسناری در کتاب فیظیک یکدیگر را می‌بینند و با هم در زمان و در کتاب جسط‌وجو گم می‌شود.
(نیکو هیپ میانه اش با اسناری در کتاب ششم بهم می‌خورد ولی در سری کتاب‌های آلیس تاد هانتر مون دوباره عاشق یکدیگر می‌شوند و رابطشان مثل قبل می‌شود)

#### سیپتیموس هیپ
شخصیت اصلی این داستان، سیپتیموس هیپ، ده سال اول زندگی‌اش را در ارتش جوانان به نام پسر ۴۱۲ گذرانده‌است؛ چرا که دام دانیال در کودکی او را دزدیده و به‌طور اتفاقی وارد ارتش جوانان می‌شود. او پسر هفتم هفتمین پسر است و برای همین قدرت‌های جادویی استثنایی دارد و در حال حاضر هم کارآموز جادوگر ویژه، مارسیا اوراسترند است. سیپتیموس بیشتر از هرکسی به مارسیا اعتماد دارد. با خواهرناتنی‌اش جینا، در یک زمان به دنیا آمده.

#### جینا هیپ
خانوادهٔ هیپ، جینا را به‌جای سیپتیموس به فرزندی قبول کرده‌اند؛ ولی جینا در اصل دختر ملکهٔ ترورشده و شاهزاده قلعه است. دختری کوچک‌اندام که چشم‌های سیر بنفش و پوستی بور دارد. شنل قرمز پررنگی می‌پوشد و نیم تاجی طلایی که نشانهٔ شاهزاده‌هاست، روی سرش می‌گذارد. او در عین حال که دختری دوست‌داشتنی و مهربان است، خیلی هم کله‌شق است. او به بیتل علاقه دارد.

#### زلدا زنوبا هیپ
زلدا هیپ در واقع عمهٔ سیلاس است ولی همه او را به نام عمه زلدا می‌شناسند و به‌خاطر خلق و خوی شاد و خوبی که دارد، صمیمانه عاشقش هستند. اما بین او و مارسیا اوراسترند به‌خاطر استفادهٔ نابه‌جا از جادو، بدون در نظر گرفتن مادر طبیعت، درگیری‌هایی به‌وجود می‌آید. عمه زلدا در حال حاضر نگهبان کشتی اژدهایی است و در کلبه‌ای در جزیرهٔ دراگون در باتلاق‌های مرام زندگی می‌کند. هیکلش نه بزرگ است و نه کوچک. اغلب اوقات لباسی شبیه چادر می‌پوشد (که ظاهری گرد و قلنبه به او می‌دهد) و دسته مویی خاکستری و نرم، صورتی چین و چروک‌دار و خندان و چشم‌های آبی درخشان یک جادوگر سفید را دارد. ظاهراً آشپزی‌اش خوب نیست و معمولاً چیزهایی با کلم یا مارماهی می‌پزد. حیوانی خانگی به نام برت دارد؛ گربه‌ای که مرغابی شده و نگهبانی عجیبی نام بوگارت؛ که بوگارت در سری داستاهای آخرین شاگرد نیز محافظ خانه تام وارد بوده‌است.
زلدا کسی است که می‌تواند هویت اصلی پسر ۴۱۲ را - سیپتیموس هیپ - شناسایی کند. معمولاً خیلی به‌دردبخور است. این موضوع بارها در داستان‌ها پیش می‌آید. مثلاً وقتی کشتی اژدهایی به‌وسیلهٔ گلولهٔ آتشین سایمون صدمه می‌بیند، عمه زلدا به جینا کمک می‌کند تا کشتی را دوباره به زندگی برگرداند یا وقتی مرین مریدیت مصرف شده و دارد می‌میرد، این عمه زلدا است که او را از مرگ نجات می‌دهد. با این‌حال عمه زلدا را در کتاب چهارم، جسط‌وجو، نمی‌بینم.

#### بنجامین هیپ و تئو هیپ
بنجامین و تئو پدربزرگ‌های خانوادهٔ هیپ‌ها هستند. بنجامین هیپ پدر سیلاس هیپ و یک تغییردهندهٔ شکل است.
وقتی حالش از زندگی معمولی‌اش به‌هم می‌خورد، به درختی بزرگ در عمق جنگل تغییر می‌کند. سیلاس ۲۵ سال در جنگل دنبال پدرش می‌گردد
تا این‌که مادر جادوگر، موروینا مولد، جای پدرش را به او نشان می‌دهد. سیپتیموس و نکو هم وقتی در کتاب پرواز توی جنگل دنبال جینا می‌گردند، پدربزرگ‌شان را می‌بینند و بنجامین آن‌ها را از دست گله‌ای گرگ نجات می‌دهد. تئو هیپ برادر بنجامین و زلدا است. او هم مثل برادر بزرگ‌ترش تغییردهندهٔ شکل است و تبدیل به یک مرغ توفان می‌شود. زلدا در تمام شب‌های توفانی، در باتلاق مرام مراقب مرغ‌های توفانی است که
ممکن است به جزیره‌اش پرتاب شوند و امیدوار است دوباره روزی برادرش را ببیند. در کتاب جادو و در شبی توفانی یک مرغ توفان روی سقف کلبهٔ عمه زلدا می‌نشیند، ولی مشخص نیست که تئو است یا نه.

#### مارسیا اوراسترند
جادوگر ویژه یعنی مارسیا اوراسترند، آدمی است کله‌شق اما با هوش و خوش قلب و جادوگری بسیار پرقدرت. با این‌که سختگیر، بداخلاق و معمولاً ترسناک است ولی لحظه‌هایی هم پیش می‌آید که مارسیا نشان می‌دهد چه‌قدر خوش قلب است. کارآموزش سیپتیموس را از صمیم قلب دوست دارد و برای حمایت از او و خواهر وی - جینا - احساس مسئولیت زیادی می‌کند و بعضی وقت‌ها تا پای جان سر این حرفش می‌ایستد. هرازگاهی با سیلاس هیپ و جیلی جن کل‌کل می‌کند و با هیچ‌کدام‌شان کنار نمی‌آید. او زن قدبلندی است، با موهایی سیاه، فرفری و بلند. چشم‌های سبز پررنگی دارد و معمولاً فرنجی به رنگ ارغوانی سیر می‌پوشد. به‌خاطر پوشیدن چکمه‌های پیتونی ارغوانی‌اش معروف است. نشانه و منبع قدرتش طلسم آخو است که دور گردنش آویزان می‌کند. همچنین او در هر جایی از حقوق برج جادوگر، جادوگر ویژه و کارآموزش سرسختانه دفاع می‌کند.

#### آلتر میلا
آلتر میلا، قبل از مارسیا، جادوگر ویژه بود. او قبل از این‌که در توطئه‌ای برای تصاحب قلعه به‌وسیلهٔ دام دانیال ترور شود، معلم مارسیا بود. آلتر در حال حاضر به‌عنوان یک روح در این دنیا وجود دارد و به سیپتیموس و دیگران در ماجراهای‌شان کمک می‌کند. می‌گویند ردای ارغوانی جادوگرهای ویژه را می‌پوشد. موی بلند، سفید و براقش را به صورت دم اسبی پشت سرش می‌بندد و چکمه‌های بزرگ قهوه‌ای پایش می‌کند. وسط سینهٔ روحی‌اش، هنوز اثر گلوله‌ای که به او اصابت کرده و دیده می‌شود. آلتر به‌عنوان یک روح فقط می‌تواند به جاهایی برود که در طول زندگی‌اش می‌رفته. اگر بخواهد جای دیگری برود، در همان لحظه برگردانده می‌شود؛ ولی با این وجود در کتاب اول، یعنی جادو باعث می‌شود بعضی چیزها برای اذیت کردن دام دانیال تکان بخورند. چون جادوگر ویژه سابق است به‌طور خودکار در کتاب جسط‌وجو به تمام جلسه‌ها دعوت می‌شود. آلتر هنگام زنده بودن به آلیس نیدلز، رئیس سابق گمرکات بندر، علاقه داشت و حالا با روح زندگی می‌کند. او در کتاب صیاهی توسط ترتیوس فوم تبعید می‌شود.

#### اسناری اسنارلسن
اسناری دختر مستقلی است و به‌عنوان یک بازرگان مرموز شمالی برای معاملهٔ جنس‌هایش و پیدا کردن پدرش به قلعه آمده. او فرزند اولاف و آلفرون اسنارلسن است. پوستی روشن و رنگی پریده دارد، با موهایی بور و چشم‌هایی آبی که حال و هوای مرموزی دارد. او به خانواده هیپ‌ها کمک می‌کند و مثل نکو عاشق سفر دریایی است. به‌عنوان یک غیبگو می‌تواند تمام ارواح را ببیند حتی اگر نخواهند برایش ظاهر شوند. گربه‌ای نارنجی به نام اولر دارد که شب‌ها تبدیل به یوزپلنگ سیاهی می‌شود. اسناری کسی است که جلوی ملکه ادلدردا را می‌گیرد تا نتواند جینا را ترور کند. روح پدرش را احضار می‌کند تا جلوی ادلدردا را بگیرد و بگذارد جینا را در آتشی که مارسیا به پا کرده، بیندازد. کتی دیکنسون از واتراستونز کام در نقدی می‌گوید اسناری شخصیت جالبی است و امیدوار است او و گربه‌اش در این سری داستان‌ها بمانند. او به نکو علاقه‌مند است اما در کتاب صیاهی تصمیم می‌گیرد با مادرش به سرزمین‌های شمالی برود. در یکی از نامه‌هایش به نکو به یک ماهیگیر قد بلند، خوشتیپ و خوش قیافه اشاره می‌کند. نکو تصمیم می‌گیرد که به سرزمین‌های شمالی و به دیدن اسناری برود.

#### دام دانیال
ساحر و جادوگر ویژهٔ سابق، او اولین شخصیت منفی در این سری داستان‌ها است. هدف اصلی‌اش پس گرفتن کنترل برج جادوگر از مارسیا اوراسترند است و چندین‌بار سعی می‌کند این کار را انجام بدهد. دام دانیال مرد قدبلندی است که شنل سیاه جادوی سیاه را می‌پوشد. روی سرش کلاه بلند و سیلندر مانندی می‌گذارد که نشانهٔ ساحر بودن اوست. دام دانیال مردی فوق‌العاده شیطانی، حیله‌گر و تشنهٔ قدرت است. یک‌بار بدن کارآموزش را مصرف می‌کند تا سر مارسیا کلاه بگذارد و طلسم آخویش را به دست آورد. مارسیا شکستش می‌دهد ولی او سعی می‌کند به کمک سایمون هیپ در کتاب پرواز از او انتقام بگیرد. مارسیا به‌طور صحیح شناسایی‌اش می‌کند و دام دانیال با این‌که روحش هنوز سرگردان است، کارش تمام می‌شود. چون آتش آب‌دار، اژدهای سیپتیموس استخوان‌هایش را می‌خورد و او را کاملاً از بین می‌برد. منتقدین او را آدمی شرور، خطرناک و ضعیف می‌دانند: «قشقرق به پا می‌کند، عربده می‌کشد و حمله‌های عصبی ناجوری دارد. نوکرهای بی‌صلاحیتش را به‌دنبال کارهای کثیفش می‌فرستد. در لحظه‌های نابه‌جا خوابش می‌برد.»

#### بیتل‌بیتل
اسم اصلی این شخصیت «او، بیتل‌بیتل» است؛ جوان‌ترین کاتب مکان نسخه‌های خطی‌نویس‌ها که همه دوستش دارند. بیتل دوست سسیپتیموس است و کار دیگرش، بازرسی تونل‌های یخی با سورتمه‌است، تونل‌هایی که زیر مکان نسخه‌های خطی‌نویس‌ها قرار دارند، او معمولاً از مارسیا می‌ترسد ولی علاقه‌ای پنهانی به جینا دارد. طاعونی که در قلعه و در کتاب فیظیک شایع شده به بیتل هم سرایت می‌کند ولی از آن جان سالم به در می‌برد و با جینا و سیپتیموس می‌رود تا نکو و اسناری را از خانهٔ فارکس نجات دهند.
او در کتاب صیاهی، به عنوان رئیس کاتب‌ها انتخاب شد و از او به عنوان بهترین رئیس کاتب‌ها که مکان نسخه خطی‌نویس‌ها به خود دیده، یاد می‌کنند.

#### مرین مریدیت
مرین مریدیت، در کتاب اول یعنی جادو معرفی می‌شود. مرین پسری است که او را به‌جای سیپتیموس اشتباه گرفته‌اند و کارآموز دام دانیال است. مارتون، زن قابله، سیپتیموس را بعد از به دنیا آمدن از سارا هیپ می‌دزدد تا به دام دانیال بدهد ولی سرنوشت طوری ورق می‌خورد که پسرش مرین را اشتباهی به دام دانیال می‌دهد. سیپتیموس واقعی هم سر از ارتش جوانان درمی‌آورد. دام دانیال بعد از کارآموزی مرین، مرتب به او توهین می‌کند، چرا که انتظار دارد مرین کارهای جادویی فوق‌العاده‌ای بکند (چون فکر می‌کند پسر هفتم هفتمین پسر است) ولی او نمی‌تواند. مرین آدمی ضعیف و بدبخت و پسری کثیف است. دام دانیال یک‌بار مصرفش می‌کند و مرین تقریباً می‌میرد، ولی عمه زلدا نجاتش می‌دهد. بعد از نابود شدن دام دانیال، مرین کارآموز سایمون می‌شود و بعد، از زمین‌های بد فرار می‌کند تا انتقامش را از سیپتیموس بگیرد. کاری در مکان نسخه‌های خطی‌نویس‌ها جور می‌کند و با کمک یک روح، سیپتیموس را به جستجویی کشنده می‌فرستد. او با به دست آوردن انگشتر دو لبه، در کتاب صیاهی، مصیبت‌های بسیار زیاد و خطرناک را به وجود می‌آورد. تا اینکه مارسل لوس پای، انگشت شست او را قطع می‌کند.

#### استنلی (موش ۱۰۱)
استنلی عضو سابق سرویس موش‌های پیغام‌رسان سری است. در کتاب جادو با هیپ‌ها آشنا می‌شود. آن‌هم وقتی‌که سارا او را می‌فرستد تا پیغامی در باتلاق‌های مرام به سیلاس بدهد. استنلی از آن به بعد درگیر ماجراهای سیپتیموس و دوستانش می‌شود و زنش داونی با او قهر می‌کند و می‌رود تا با خواهرش زندگی کند. استنلی می‌خواهد سرویس سری موش‌های پیغام‌رسان جدیدی را با اجازه و کمک جینا برپا کند. او یک دوست سلطنتی محسوب می‌شود.

#### ملکه ادلدردا
روح نیمه جامد ملکه‌ای باستانی، با تاریخچه‌ای بد به نام ادلدردا، در قلعه آشوب به پا می‌کند؛ آن‌هم وقتی‌که روحش به‌طور اتفاقی به‌وسیلهٔ سیلاس در کتاب فیظیک آزاد می‌شود. ادلدردا ملکه‌ای باستانی است. درست مثل آدم‌های دورهٔ قرون وسطی لباس می‌پوشد و همان شکلی است. او در زمان جوانی حکمران وحشتناکی بوده و می‌خواسته دخترش اسمیرالدا را که وارث تاج و تختش بود، بکشد. همان‌موقع و در زمانی بسیار دور، سیپتیموس و دوستانش در فیزیک جلوی این کار را می‌گیرند. ادلدردا بعد از آزادشدنش نقشه می‌کشد تا جینا را بکشد و سلطنتش را تصاحب کند. اما مارسیا شکستش می‌دهد و برای همیشه نابود می‌شود. شخصیت ملکه، کتی دیکنسون از واتراستونز را طوری تحت تأثیر قرار می‌دهد که این منتقد می‌گوید: «ملکه ادلدردا تن شما را می‌لرزاند.»
ربکا از ادبیات علمی تخیلی می‌گوید ادلدردا تبهکاری اعصاب خردکن است و شخصیت او را این‌طور توصیف کرده: «آدمی سخت‌گیر و خشن مثل بدترین معلم‌های سرخانهٔ کتاب‌های داستان و در نهایت ساکت و شیطانی مثل نامادری‌های قصهٔ پریان.»

#### مارسل‌لوس پای
مارسل‌لوس پسر ادلدردا است. کیمیاگرمعروفی که معجون جوانی ابدی را سر کشیده‌است. پانصد ساله‌است و در قلعه نزدیک سرسره ماری زندگی می‌کند. سیپتیموس در کتاب فیظیک، به‌وسیلهٔ ادلدردا در زمان به عقب برمی‌گردد و کارآموز مارسل‌لوس پای می‌شود. وقتی دارد به زمان خودش برمی‌گردد، به مارسل‌لوس قول می‌دهد معجون جوانی را برایش آماده کند. معجونی که مارسل‌لوس به‌وسیلهٔ آن جوانی‌اش را به‌دست‌آورد. انگارمارسل‌لوس دوست ندارد با دنیای بیرونی ارتباطی داشته باشد چون درکی از زندگی مدرن ندارد و ترجیح می‌دهد در خانهٔ خودش بماند. البته میانه‌اش با سیپتیموس و جینا خوب است. جینا او را به یاد خواهر از دست‌رفته‌اش اسمیرالدا می‌اندازد. منتقدین می‌گویند: «آدم خیلی خوبی نیست در حالی‌که آدم بدی هم نیست.»

## سیرا سیارا
او دختری بود که در جزیرهٔ سایرن، توسط سایرن تسخیر شده بود. او که در گذشته کارآموز ژولیوس پایک بوده، به جسط و جویی رفته و دیگر هرگز برنگشته. او که پانصد سال قبل، سنگ جسط و جو را اتفاقی برمی‌دارد، مجبور می‌شود به جسط و جو برود، او تلاش می‌کند تا از کشتی جسط و جو فرار کند و موفق می‌شود. او با نیروی جادوییش دلفینی را جادو می‌کند تا او را ره خشکی برساند اما بی‌خبر از اینکه جزیره‌ای که به آن رسید، جزیرهٔ نفرین شدهٔ سایرن، شبح شرور است. او پانصد سال در جزیره می‌ماند تا اینکه سیپتیموس، جینا، بیتل و آتش آبدار به جزیره می‌رسند، او با کمک سیپتیموس، بال آتش آبدار را که به شدت زخمی شده بود را درمان می‌کند و در عوض از سیپتیموس خواهش می‌کند تا او را از دست سایرن نجات دهد. سیپتیموس موفق می‌شود. اما وقتی سیرا می‌فهمد که پانصد سال از موقعی که کارآموز ژولیوس پایک بوده می‌گذرد و حالا ژولیوس تبدیل به یک روح شده، ضربهٔ روحی بدی می‌خورد و به حالتی مثل کما می‌رود.
سیپتیموس او را به قلعه بازمی‌گرداند و در درمانگاه، در بخش قطع امید (بخشی مخصوص بیمارانی با وضعیت خیلی وخیم) نگهداری می‌شود. سیپتیموس، هر روز به دیدنش می‌رود تا در کتاب سیاهی، باید به هفتهٔ سیاهش می‌رفت. در کتاب عاتش، سیرا از بخش قطع امید مرخص می‌شود. سیپتیموس به او علاقه‌ای پنهان دارد و او نیز وقتی سیپتیموس را می‌بیند، ومی معذب می‌شود.

### شخصیت‌های فرعی

#### پسر گرگی
یا همان پسر ۴۰۹. دوست سیپتیموس هیپ در ارتش جوانان است که شبی هنگام تمرین‌های نظامی، در جنگل گم می‌شود. سیپتیموس بعدها او را در اردوی برادرهایش در جنگل می‌بیند. آن‌ها او را پیدا کرده‌اند و اسمش را «پسر گرگی» گذاشته‌اند.
او با سیپتیموس و جینا ماجراهای زیادی را طی می‌کند. در کتاب عاتش سیپتیموس به او می‌گوید که دو برادر دوقلو دارد و نام خانوادگی او مارویک است. او اولین پسر نگهبان کلبه است. او که مدتی طولانی با عمه زلدا زندگی کرد، همهٔ اصول نگهبانی را در باتلاق‌های مرام می‌داند.
(او نامزد سام هیپ است و همجنسگرا است)

#### گرینگ دروازه‌بان
دروازه‌بان دروازهٔ شمالی. عاشق این است که با سیلاس کانترفیت بازی کند. او به سیلاس می‌گوید تا مهره‌های کانترفیت را در اتاقی بگذارد که ملکه ادلدردا در آن زندانی است.

#### لوسی گرینگ
دختر گرینگ. سایمون را دوست دارد و با او فرار می‌کند تا زندگی تازه‌ای را در زمین‌های بد شروع کند. اگرچه زیاد دوام نمی‌آورد و همراه سایمون به قلعه بازمی‌گردد تا در آن جا زندگی کنند. او در کتاب عاتش به عنوان معمار برج کیمیاگری (دودکش کیمیاگری انتخاب می‌شود)

#### آلیس نیدلز
آلیس، رئیس سابق گمرکات بندر است. معشوقهٔ آلتر میلا بود. وقتی می‌خواهد نگذارد ملکه ادلدردا جینا را بکشد، به قتل می‌رسد و به آلتر می‌پیوندد. روح او در حال حاضر برای یک سال و یک روز در حیاط قصر به سر می‌برد، جایی‌که به قتل رسیده‌است.

#### ژانت مارتین
قایق‌ساز قلعه. ژانت زنی بسیار کاری و خودکفا است. نکو هیپ و پسر گرینگ، کارآموزش هستند.

#### آتش آب‌دار
اژدهای مورد علاقهٔ سیپتیموس که به‌شدت تنبل است. سیپتیموس در کتاب جادو، تخم آن را در غاری پیدا می‌کند و اژدها در کتاب پرواز از تخم بیرون می‌آید. آتش آب‌دار قبلاً در حیاط برج جادوگر زندگی می‌کرد، ولی مارسیا وقتی حیاط خیلی کثیف شد او را به باغچه‌های قصرنزد بیلی پات فرستاد. آتش آبدار در اکثر ماجراجویی‌ها، سیپتیموس را یاری می‌کند و به او کمک‌های زیادی می‌کند.

#### کشتی اژدهایی
کشتی اژدهایی یک اژدهای واقعی است که زمانی تصمیم می‌گیرد برای نجات جان اربابش، یعنی اولین جادوگر ویژه هاتپ‌را، به شکل کشتی درآید. سایمون هیپ در پایان کتاب دوم به آن حمله می‌کند. کشتی در حال حاضر شکسته و در حیاط قایقی ژانت مارتین است. کشتی اژدهایی به‌عنوان یکی از چندین ایدهٔ سیج ستایش شده و گفته می‌شود داستان را به اوج می‌رساند.

#### سالی مالین
دوست سارا و کسی که چایخانهٔ سالی مالین را در نزدیکی بارانداز قلعه می‌چرخاند. معمولاً داستان‌هایی را که در قلعه شایع می‌شود، برای سارا تعریف می‌کند.

#### بوگارت
بوگارت محافظی باتلاقی است و در محلی گلی کنار جزیرهٔ دراگون، در باتلاق مرام زندگی می‌کند. باتلاق را خوب می‌شناسد و دوست دارد در طول روز تنهایش بگذارند. با این‌حال هروقت عمه زلدا نیازی به کمک داشته باشد، او به دادش می‌رسد.

#### موروینا مولد
جادوگر مادر و رئیس جادوگرهای وندورنی. قول داده بود جادوگرها هیچ‌وقت به مردم قلعه حمله نکنند چون سیلاس زمانی زندگی‌اش را نجات داده بود. اما وقتی در معامله‌ای با افنیه گرب، جینا را به دست نمی‌آورد قولش را می‌شکند. او سه بار سعی می‌کند تا جینا را بدزدد اما ناکام می‌ماند.

#### جیلی جن
رئیس مکان نسخه‌های خطی‌نویس‌ها. کله‌شق، سخت‌گیر و به‌طور آزاردهنده‌ای رئیس‌مآب است و اصلاً میانه‌اش با مارسیا خوب نیست. او که با دیدن مرین مریدیت، بیتل را اخراج می‌کند، و به جای او مرین را استخدام می‌کند. اما سه بار مرین را اخراج کرد. مرین هربار او را با انگشتر دو لبه اش هیپنوتیزم می‌کند. او در کتاب صیاهی می‌میرد و روحش مرتب مارسیا را آزار می‌دهد.

#### ملو بندا
پدر هم‌خون جینا. در کتاب پرواذ ظاهر می‌شود ولی دوباره به سفر می‌رود. او جان جینا را یک بار که مورینا خواست او را بدزدد نجات داد و در کتاب سایرن، می‌گوید که محمولهٔ بسیار باارزشی را حمل می‌کند تا به قصر برساند. اما ترتیوس فوم که می‌دانست آن‌ها دسته‌ای جن بسیار خطرناک هستند، از آن‌ها برای حمله به قلعه استفاده می‌کند که خوشبختانه توسط سیپتیموس و جیم نی نقشه اش بر باد می‌رود.

#### بوریس کچپول
فرماندهٔ سابق ارتش جونان. بوریس در حال حاضر به‌عنوان جادوگری معمولی در برج جادوگر کار می‌کند.

#### افنیه گرب
بازیاب مدارک در مکان نسخه‌های خطی‌نویس‌ها. مردی نیمه‌انسان و نیمه‌موش که به جینا در بازسازی نقشهٔ خانهٔ فارکس کمک می‌کند.

#### ترتیوس فوم
اولین رئیس کاتب‌ها. هیچ‌کس از ترتیوس فوم خوشش نمی‌آید چون آدم خیلی ناجوری است. مارسیا اوراسترند به‌شدت از او متنفر است.
ارسیا تصمیم به تبعید او می‌گیرد اما وقتی که ورد تبعید را رویش می‌خواند، او می‌پرد و روح آلتر ملارا نیز می‌گیرد و اورانیز بهوسرزمین‌های بد می‌فرستد. سیپتیموس برای هفتهٔ سیاهش، تصمیم می‌گیرد به سرزمین‌های سیاه برود و آلتر را نجات دهد. چون فکر می‌کدد آلتر می‌داند چطور جلوی مرین مریدیت و قلمروی سیاهش را بگیرد.

#### هاتپ‌را
اولین جادوگر ویژه. کسی که برج جادوگر را ساخت. کشتی اژدهایی مال اوست و حالا در خانهٔ فارکس زندگی می‌کند.
ادموند و آرنولد هیپ
برادرهای احمق و دوقلوی سیلاس. آن‌ها توسط دو جادوگر درون انگشتر دو لبه تسخیر می‌شوند و قصد کشتن جینا را دارند.